# Hydropsyche urgorrii
Hydropsyche urgorrii là một loài Trichoptera trong họ Hydropsychidae. Chúng phân bố ở miền Cổ bắc.